# Łęg (województwo kujawsko-pomorskie)
Łęg – wieś w Polsce położona w województwie kujawsko-pomorskim, w powiecie chełmińskim, w gminie Chełmno, w dolinie Wisły, w odległości 10,5 km na północny wschód od Chełmna, pomiędzy Wisłą a drogą z Grudziądza do Chełmna przez Podwiesk.

## Podział administracyjny
W latach 1975–1998 miejscowość administracyjnie należała do województwa toruńskiego.
W latach 1939–1945 położona była w okręgu Rzeszy Gdańsk-Prusy Zachodnie, w rejencji bydgoskiej (Regierungsbezirk Bromberg), w powiecie Chełmno (Kreis Kulm).

## Nazwa
W latach 1939 - 1942 dotychczasową nazwą wsi było Neusaß, lecz po przeprowadzonej zamianie nazw miejscowości w Okręgu Rzeszy Gdańsk-Prusy Zachodnie, w latach 1942 - 1945 nazywała się Neusaß (Westpreussen).

## Krótki opis
Łęg jest wsią o zabudowie rozproszonej w typie rzędówki bagiennej. Położona w dolinie, w pobliżu wału wiślanego, od zachodu przylegająca również do dawnego wału biegnącego wzdłuż starorzecza Mała Wisła, oddzielającego Łęg od Ostrowa Świeckiego. Posiada przykłady historycznego budownictwa. Charakterystyczna jest tu przewaga łąk i pastwisk. Liczne zespoły zieleni śródpolnej, łęgowej tworzą malowniczy krajobrazowo zespół osadniczy. Są tu także organizowane imprezy, które noszą nazwę Wokół Piecyka.

## Demografia
Według danych spisowych wieś liczyła:
- w 1905 r. - 31 budynków i 172 mieszkańców, w tym 11 katolików i 159 ewangelików
- w 1921 r. - 27 budynków i 158 mieszkańców, w tym 48 katolików i 110 ewangelików
- w 2011 r. - 266 mieszkańców[1]
- w 2013 r. - 279 mieszkańców[6]

## Wartości kulturowe
- szkoła podstawowa murowana (około 1912 r.), obecnie budynek mieszkalny
- 8 domów mieszkalno-inwentarskich
- 13 chat i chałup
- karczma murowana z 2. połowy XIX w., obecnie budynek mieszkalny